# HP Волопаса
HP Волопаса (HP Boötis, сокращ. HP Boo) — переменная звезда в северном созвездии Волопаса. Звезда имеет видимую звёздную величину 5.99m, и, согласно шкале Бортля, видна невооружённым глазом даже на пригородном небе (англ. Suburban sky).
Из измерений параллакса, полученных во время миссии Hipparcos, известно, что звезда удалена примерно на 59,3 св. лет (18,2 пк) от Солнца. Звезда наблюдается севернее 67° ю. ш., то есть видна практически на всей территории обитаемой Земли, за исключением Антарктиды. Лучшее время для наблюдения — май.
На данный момент звезда различными методами разрешается на три компоненты. При наименовании этих компонент используют обозначения HP Волопаса «A» и пара «BC», согласно конвенции, используемой Вашингтонским каталогом визуально-двойных звёзд (WDS) и принятой Международным астрономическим союзом (МАС), для обозначения звёздных систем.

## Свойства кратной системы
Сама HP Волопаса, в первом приближении, видна как звезда спектрального класса G1V. Однако на самом деле она состоит из компонента A и пары BС, вращающихся вокруг него коричневых карликов. Пара была открыта в 2002 году с помощью адаптивной оптики на 8-метровом телескопе «Джемини-север» (англ. Gemini North) в обсерватории Джемини на Гавайях. Пара имеет 10-летний период обращения вокруг друг друга, а их совокупная масса составляет 10,9 % от массы Солнца.
HP Волопаса является переменной звездой (номер 90216 в Общем каталоге переменных звёзд (ГАИШ)). Её видимая звёздная величина колеблется в пределах нескольких сотых величин от 5.98m до 6.01m. Период изменения яркости равен 7,85 д., который примерно равен периоду вращения звезды. Тип переменной — переменная типа BY Дракона.
Возраст системы HP Волопаса вызывает большие споры: с одной стороны некоторые исследования дают звезде практически солнечный возраст — 4,7 млрд. лет. Однако, отдельное исследование 2009 года даёт звезде намного более молодой возраст 0,5 ± 0,3 млрд. лет.

### Компонент A
Спектр звезды был предметом дискуссий долгое время: звезде присваивали спектр F9IV-V, то есть считалось, что звезда занимает промежуточное положение между карликами и субгигантами. Затем звезде был присвоен спектральный класс G0-2V, то есть карлик, имеющий свойства звёзд G0, G1, G2. Однако, в настоящее время считается, что компонент A имеет спектральный тип G1V и это означает, что HP Волопаса A имеет несколько меньшую массу, чем масса Солнца равную 0,97 {\displaystyle M_{\bigodot }}, меньший радиус, чем радиус Солнца, который равен 0,94 {\displaystyle R_{\bigodot }} и светит она тусклее Солнца (0,88 {\displaystyle L_{\bigodot }}). Также это указывает на то, что звезда использует водород в своём ядре в качестве ядерного «топлива», то есть находится на главной последовательности.
Звезда излучает энергию со своей внешней атмосферы при эффективной температуре около 5780 К, что придаёт ей жёлтый оттенок звезды G-типа. Для того чтобы планета, подобная нашей Земле получала примерно столько же тепла от компонента A, сколько она получает от Солнца, её надо поместить на расстоянии 0,94 а.е., то есть на расстояние несколько меньшее, чем то, где сейчас находится Земля. Причём угловые размеры компонента A с этого расстояния выглядели бы на 6 % больше нашего Солнца, каким мы его видим с Земли — 0,53°, по сравнению с угловым диаметром нашего Солнца — 0,5°. Звезда имеет поверхностную гравитацию 4,18 СГС или 151,4 м/с2, что почти в два раза меньше, чем на Солнце (274,0 м/с2). Вращаясь с экваториальной скоростью 6,0 км/с (то есть со скоростью практически в 3 раз больше солнечной), этой звезде требуется порядка 9 дней, чтобы совершить полный оборот.
Значение металличности у HP Волопаса A также неоднозначно: в одном исследование указано, что звезда имеет гораздо меньшую металличность: содержание железа в ней относительно водорода составляет 63 % от солнечного, в другом источнике указывается, что её металличность, точно такая же как и у нашего Солнца.

### Пара BС
Обе звезды представляют собой коричневые карлики спектрального класса L4. Каждый коричневый карлик имеет массу, порядка 5 % солнечной массы и радиусы порядка 10 % солнечного, а также светимости, которая составляет порядка 0,01 % от солнечной. Звезды излучает энергию со своей внешней атмосферы при эффективной температуре около 2000 К, что придаёт им коричневатый оттенок звезды L-типа и делает их источниками инфракрасного излучения.

## История изучения кратности звезды
Тройственность HP Волопаса была открыта в 2001 году и звезда вошла в каталоги как POT 1. Согласно Вашингтонскому каталогу визуально-двойных звёзд, параметры этих компонентов приведены в таблице:
| Компонент | Год  | Количество измерений | Позиционный угол | Угловое расстояние | Видимая звёздная величина 1 компонента | Видимая звёздная величина 2 компонента |
| AB        | 2001 | 16                   | 105°             | 2,6"               | 5,88m                                  | 13,9m                                  |
| AB        | 2009 | 16                   | 102°             | 2,6"               | 5,88m                                  | 13,9m                                  |
| BС        | 2001 | 22                   | 317°             | 0,1"               | 13,9m                                  | 14,2m                                  |
| BС        | 2010 | 22                   | 317°             | 0,1"               | 13,9m                                  | 14,2m                                  |

Обобщая все сведения о звезде, можно сказать, что у звезды HP Волопаса A есть спутники — пара звёзд 13-й и 14-й величины (компонент BC), лежащая на угловом расстоянии 2,6 секунд дуги.

## Ближайшее окружение звезды
Следующие звёздные системы находятся на расстоянии в пределах 20 световых лет от системы HP Волопаса (включены только: самая близкая звезда, самые яркие (<6,5m) и примечательные звёзды). Их спектральные классы приведены на фоне цвета этих классов (эти цвета взяты из названий спектральных типов и не соответствуют наблюдаемым цветам звёзд):
| Звезда                             | Спектральный класс | Расстояние, св. лет |
| McCook & Sion White Dwarf 1424+240 | DC8 wd             | 6.27                |
| 45 Волопаса                        | F5 V               | 7.21                |
| Эта Северной Короны                | G2 V               | 10.33               |
| Сигма Волопаса                     | F2 V               | 10.33               |
| HD 128311                          | K0 V               | 14.95               |
| Тау Волопаса                       | F7 V               | 17.07               |
| Ро Северной Короны                 | G0 V               | 18.24               |
| 39 Змеи                            | G1 V               | 18.46               |

Рядом со звездой, на расстоянии 20 световых лет, есть ещё порядка 20 красных, оранжевых карликов и жёлтых карликов спектрального класса G, K и M, которые в список не попали.